# Nghịch lý Zeno

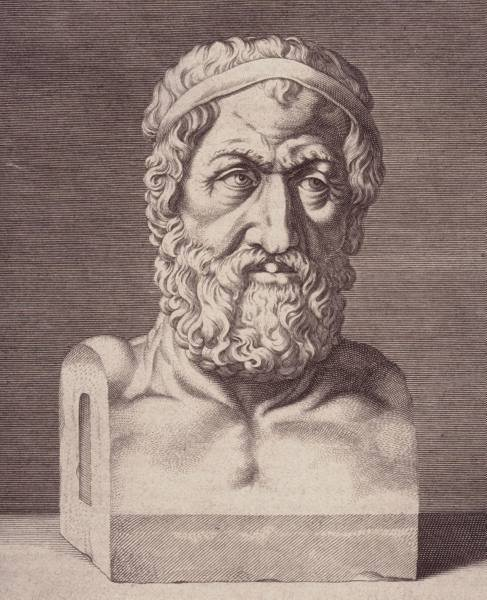
Zenon xứ Elea.

Nghịch lý Zeno bao gồm nhiều vấn đề thuộc lĩnh vực triết học được cho là do triết gia Hy Lạp Zeno xứ Elea đặt ra nhằm củng cố học thuyết "vạn vật quy nhất" của Parmenides, phủ định tính hiển nhiên của các giác quan, phủ nhận niềm tin vào có sự khác biệt hay có sự biến đổi, đặc biệt ông cho rằng mọi sự chuyển động không tồn tại vì đó chỉ là ảo giác mà thôi. Thuyết này được giả định dựa trên Đối thoại với Parmenides (phần 128c-d) của Platon, Zeno đã rút từ phần này để tạo ra những nghịch lý, bởi vì các triết gia khác cũng đã xây dựng những nghịch lý để chống lại quan điểm của Parmenides. Do đó, những nghịch lý của Zeno có thể được hiểu theo hướng nếu thừa nhận rằng mọi sự đều riêng biệt thì nó sẽ dẫn đến những vô lý còn nhiều hơn là giả định tất cả đều là "một" (Parmenides 128d). Platon làm cho Socrates phải xác nhận rằng Zeno và Parmenides có cùng một quan điểm trong lý luận.(Parmenides 128a-b).
Một số trong 9 nghịch lý của Zeno còn sót lại (được ghi chép trong cuốn Vật lý của Aristoteles, và tiếp đó là trong những bình giảng của Simplicius) về cốt lõi là tương đương nhau. Aristoteles đã bác bỏ một vài nghịch lý trong số này. Ba nghịch lý vững nhất và nổi tiếng nhất là - nghịch lý Achilles và con rùa, lý lẽ của sự phân đôi và mũi tên bay - sẽ được trình bày chi tiết dưới đây.
Những lập luận này của Zeno có lẽ là những ví dụ đầu tiên của một phương pháp chứng minh thường được gọi là Reductio ad absurdum (phương pháp bác bỏ một luận đề bằng cách chứng minh, nếu lý giải chính xác theo từng chữ, nó sẽ dẫn đến một cách vô lý) hay còn được gọi là phương pháp chứng minh đảo ngược. Những nghịch lý này cũng được ghi nhận như là nguồn gốc của biện chứng pháp được Socrates sử dụng.
Một số nhà toán học, chẳng hạn như Carl Boyer, cho rằng nghịch lý Zeno chỉ đơn giản là vấn đề toán học, mà vi tích phân hiện đại có thể đưa ra một giải pháp toán học. Tuy nhiên một số triết gia lại cho rằng nghịch lý Zeno và các biến thể của chúng (xem đèn Thomson) còn có những vấn đề siêu hình học.
Nguồn gốc của những nghịch lý có phần không rõ ràng. Diogenes Laërtius, một nguồn thứ tư cung cấp thông tin về Zeno và những bài giảng của ông, trích dẫn từ Favorinus, nói rằng thầy của Zeno là Parmenides mới là người đầu tiên đưa ra nghịch lý Achilles và rùa. Tuy nhiên trong một đoạn sau đó, Laertius lại cho rằng nguồn gốc nghịch lý là của Zeno, giải thích rằng Favorinus không đồng ý về điều này.

## Những nghịch lý trong chuyển động

### Achilles và con rùa:
Trong một cuộc chạy đua, người chạy nhanh nhất không bao giờ có thể bắt kịp được kẻ chậm nhất. Kể từ khi xuất phát, người đuổi theo trước hết phải đến được điểm mà kẻ bị đuổi bắt đầu chạy. Do đó, kẻ chạy chậm hơn luôn dẫn đầu. – theo lời ghi lại của Aristotle, Vật lý VI:9, 239b15

Achilles-một lực sĩ trong thần thoại Hy Lạp, người được mệnh danh là "có đôi chân chạy nhanh như gió" đuổi theo một con rùa trên một đường thẳng. Nếu lúc xuất phát, rùa ở điểm A1 và cách anh một khoảng bằng a khác 0,thì mặc dù chạy nhanh hơn nhưng anh vẫn không thể đuổi kịp được rùa.Trong nghịch lý Achilles và rùa, Achilles chạy đua với rùa. Ví dụ Achilles chấp rùa một đoạn 100 mét. Nếu chúng ta giả sử rằng mỗi tay đua đều bắt đầu chạy với một tốc độ không đổi (Achilles chạy rất nhanh và rùa rất chậm), thì sau một thời gian hữu hạn, Achilles sẽ chạy được 100 mét, tức anh ta đã đến được điểm xuất phát của con rùa. Nhưng trong thời gian này, con rùa cũng đã chạy được một quãng đường ngắn, ví dụ 10 mét. Sau đó Achilles lại tốn một khoảng thời gian nữa để chạy đến điểm cách 10 mét ấy, mà trong thời gian đó thì con rùa lại tiến xa hơn một chút nữa, và cứ như thế mãi. Vì vậy, bất cứ khi nào Achilles đến một vị trí mà con rùa đã đến, thì con rùa lại cách đó một đoạn. Bởi vì số lượng các điểm Achilles phải đến được mà con rùa đã đi qua là vô hạn, do đó anh ta không bao giờ có thể bắt kịp được con rùa.
Tuy nhiên, nghịch lý Zeno chỉ đúng với điều kiện là tổng thời gian anh chạy hết các quãng đường để đuổi kịp rùa phải là vô hạn, còn nếu nó hữu hạn thì đó chính là khoảng thời gian mà anh bắt kịp được rùa.

#### Ý nghĩa:
Về lĩnh vực toán học, nghịch lý Zeno trong trường hợp này đã góp phần thúc đẩy sự phát triển của sự xuất khái niệm giới hạn. Nhờ khái niệm này mà con người có thể nghiên cứu về các vấn đề liên quan đến sự vô hạn.

### Nghịch lý lưỡng phân
Một chuyển động phải đến được vị trí nửa quãng đường trước khi đến được đích.– theo lời ghi lại của Aristotle, Vật lý VI:9, 239b10

Giả sử Homer muốn bắt một chiếc xe buýt đang dừng ở đó. Trước khi ông đến được vị trí chiếc xe buýt thì ông phải đến được trung điểm của khoảng cách giữa ông và chiếc xe buýt. Mà trước khi ông đến được trung điểm ấy, thì ông phải đến được điểm 1/4 khoảng cách. Mà trước khi đến được điểm 1/4 ấy ông phải đến được điểm 1/8. Trước điểm 1/8 là 1/16. Và cứ thế.
{\displaystyle H-{\frac {B}{8}}-{\frac {B}{4}}---{\frac {B}{2}}-------B}
Trình tự kết quả có thể được biểu diễn là:
{\displaystyle \left\{\cdots ,{\frac {1}{16}},{\frac {1}{8}},{\frac {1}{4}},{\frac {1}{2}},1\right\}}
Để mô tả chuyển động này cần phải thực hiện vô hạn các bước, mà Zeno xác nhận rằng điều đó là bất khả thi.
Trình tự này cũng đưa ra một vấn đề thứ 2, đó là thậm chí còn không có quãng đường đầu tiên để di chuyển, vì bất kỳ quãng đường đầu tiên (hữu hạn) khả dĩ nào thì đều có thể được chia thành một nửa, và vì thế không thể là quãng đường đầu tiên được. Do đó, sự di chuyển thậm chí không thể bắt đầu. Kết luận của nghịch lý này là sự chuyển động từ điểm này đến điểm khác cách nhau 1 khoảng cách hữu hạn không thể hoàn thành được và cũng không thể bắt đầu được, do đó, mọi chuyển động phải là một ảo giác. Hoặc ta có thể nói các khoảng cách là vô hạn, chúng ta chuyển động mãi mà không thể đến được đích. Điều chúng ta thấy và cảm nhận trên thực tế chỉ là ảo giác nói cách khác ánh sáng mà chúng ta thấy có thể bị bẻ cong và cảm giác của chúng ta có thể do lực hút hoặc đẩy giữa các phần tử khi chúng quá gần nhau.
Lập luận này được gọi là sự lưỡng phân (Dichotomy) bởi vì nó liên tục lặp lại việc chia nhỏ một quãng đường thành hai phần. Nghịch lý này chứa một số yếu tố giống như nghịch lý Achilles và rùa, nhưng kết luận rõ ràng hơn về sự bất động. Nó còn được gọi là nghịch lý đường đua. Một số người và cả Aristotles cho rằng nghịch lý lưỡng phân này thật ra cũng chỉ là một phiên bản khác của Achilles và rùa.

### Nghịch lý mũi tên
Nếu tất cả mọi thứ đều chiếm 1 khoảng không gian khi nó đứng yên, và nếu khi nó chuyển động thì nó cũng chiếm một khoảng không gian như thế tại bất cứ thời điểm nào, do đó mũi tên đang bay là bất động. – theo lời ghi lại của Aristotle, Vật lý VI:9, 239b5

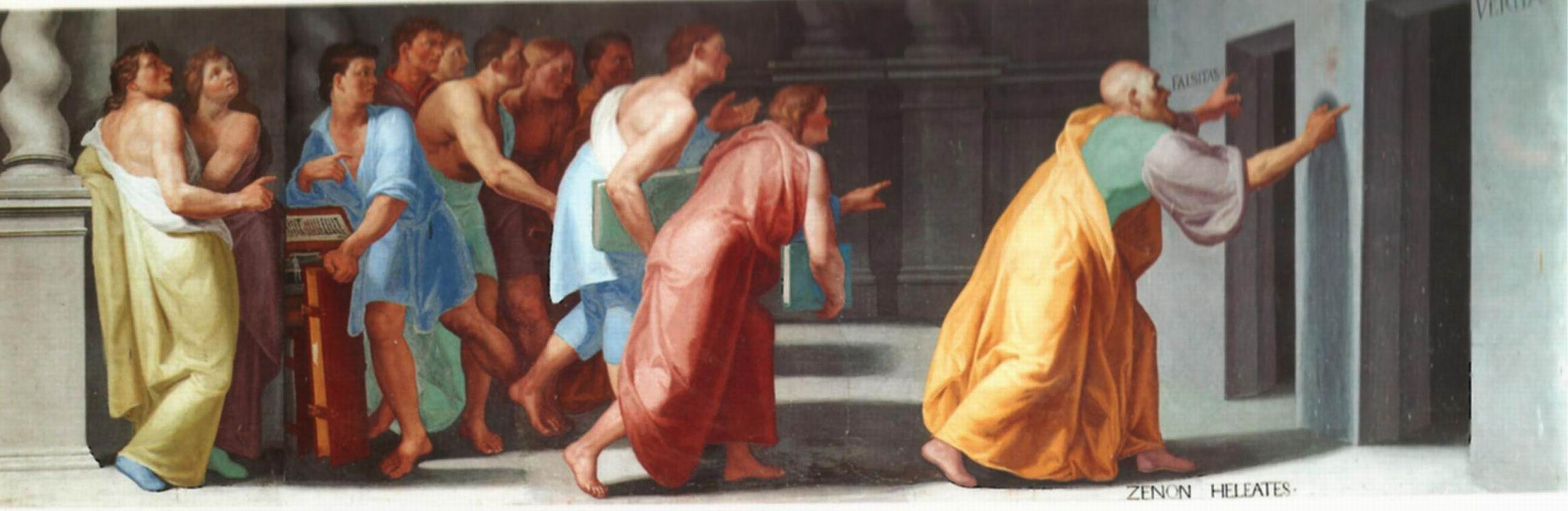
Zeno chỉ cho các sinh viên thấy những cánh cửa vào sự thật và sai lầm. Bích họa tại thư viện El Escorial, Madrid.

Trong nghịch lý mũi tên, Zeno nói rõ rằng để chuyển động xảy ra, thì đối tượng phải thay đổi vị trí mà nó chiếm giữ. Ông đã đưa ra ví dụ về một mũi tên đang bay. Ông lập luận rằng trong bất kỳ một khoảnh khắc (thời điểm) nào đó thì mũi tên không di chuyển đến vùng không gian nó đang chiếm, và cũng không di chuyển đến vùng không gian mà nó không chiếm. Nó không thể đang di chuyển đến nơi mà nó không chiếm, bởi vì thời gian không trôi để nó di chuyển đến đó, nó cũng không thể đang di chuyển đến nơi nó đang chiếm, bởi vì nó đã đứng đó rồi. Nói một cách khác thì tại mỗi khoảnh khắc của thời gian, không có chuyển động xảy ra. Nếu mọi vật đều bất động trong mỗi khoảnh khắc, và thời gian hoàn toàn là bao gồm các khoảnh khắc, thì chuyển động là không thể xảy ra.
Hai nghịch lý trên là sự phân chia không gian, thì nghịch lý này Zeno phân chia thời gian, nhưng không phải thành các phân đoạn, mà thành các điểm.

## Các giải pháp được đề xuất
Theo Simplicius, khi nghe những lý lẽ của Zeno thì Diogenes thành Sinope không nói gì cả, chỉ đứng dậy và bước đi nhằm chứng minh sự sai lầm của Zeno. Tuy nhiên, để giải quyết một cách trọn vẹn những nghịch lý, người ta cần phải chỉ ra được điểm sai lầm trong lý lẽ, chứ không phải chỉ kết luận rằng nó sai. Từ xưa đến nay đã có nhiều giải pháp được đề xuất, trong những giải pháp đầu tiên có một số là của Aristotle và Archimedes.
Aristotle (384 TCN-322 TCN) nhận xét rằng, vì khoảng cách giảm dần nên thời gian cần thiết để thực hiện di chuyển những khoảng cách đó cũng giảm dần. Trước năm 212 TCN, Archimedes đã trình bày một phương pháp để tìm ra một kết quả hữu hạn cho một tổng gồm vô hạn phần tử giảm dần. (Xem: Chuỗi hình học) Những phương pháp này cho phép xây dựng các giải pháp dựa trên các điều kiện mà Zeno đặt ra, tức là lượng thời gian thực hiện ở mỗi bước giảm theo cấp số nhân, và có vô số khoảng thời gian nhưng tổng thời lượng cần thiết dành cho sự di chuyển từ điểm này đến điểm kia lại là một số hữu hạn, do đó vẫn có thể thực hiện được chuyển động này.

## Những nghịch lý trong thời hiện đại
Quá trình vô hạn về mặt lý thuyết vẫn còn là vấn đề rắc rối trong toán học cho đến cuối thế kỷ thứ 19. Cách giải thích epsilon-delta của Weierstrass và Cauchy đã trình bày một công thức nghiêm ngặt về logic và vi tích phân. Công thức này giải quyết được những vấn đề toán học liên quan đến quá trình vô hạn.
Trong khi toán học có thể được sử dụng để tính toán vị trí và thời điểm mà Achilles vượt qua rùa trong nghịch lý Zeno, nhưng các triết gia như Brown và Moorcroft khẳng định rằng toán học không thể giải quyết các trọng điểm trong luận cứ của Zeno, và rằng giải quyết được các vấn đề của toán học không có nghĩa là có thể giải quyết được mọi vấn đề mà nghịch lý đưa ra.

## Hiệu ứng Zeno lượng tử
Năm 1977, hai nhà vật lý học E. C. G. Sudarshan và B. Misra đang nghiên cứu về cơ học lượng tử đã phát hiện ra rằng quá trình biến đổi động lực học (chuyển động) của một hệ lượng tử có thể bị cản trở bởi hệ thống quan sát. Hiệu ứng này thường được gọi là "hiệu ứng Zeno lượng tử" bởi vì nó gợi nhớ đến nghịch lý Zeno về mũi tên.